# Raițiu
Raițiu – wieś w Rumunii, w okręgu Aluta, w gminie Curtișoara. W 2011 roku liczyła 223 mieszkańców.